# San Francisco 49ers 1959
La stagione 1959 dei San Francisco 49ers è stata la 10ª della franchigia nella National Football League.

## Partite

### Stagione regolare
| Turno | Data  | Trasferta           | Punteggio | Casa                | Record | Pubblico |
| 1     | 27/9  | Philadelphia Eagles | 24–14     | San Francisco 49ers | 1–0–0  | 41,697   |
| 2     | 4/10  | Los Angeles Rams    | 34–0      | San Francisco 49ers | 2–0–0  | 56,028   |
| 3     | 11/10 | San Francisco 49ers | 21–20     | Green Bay Packers   | 2–1–0  | 32,150   |
| 4     | 18/10 | San Francisco 49ers | 34–13     | Detroit Lions       | 3–1–0  | 52,585   |
| 5     | 25/10 | Chicago Bears       | 20–17     | San Francisco 49ers | 4–1–0  | 59,045   |
| 6     | 1/11  | Detroit Lions       | 33–7      | San Francisco 49ers | 5–1–0  | 59,064   |
| 7     | 8/11  | San Francisco 49ers | 24–16     | Los Angeles Rams    | 6–1–0  | 94,276   |
| 8     | 15/11 | San Francisco 49ers | 14–3      | Chicago Bears       | 6–2–0  | 42,157   |
| 9     | 22/11 | San Francisco 49ers | 45–14     | Baltimore Colts     | 6–3–0  | 56,007   |
| 10    | 29/11 | San Francisco 49ers | 21–20     | Cleveland Browns    | 7–3–0  | 53,763   |
| 11    | 5/12  | Baltimore Colts     | 34–14     | San Francisco 49ers | 7–4–0  | 59,075   |
| 12    | 13/12 | Green Bay Packers   | 36–14     | San Francisco 49ers | 7–5–0  | 55,997   |